# 科切島
10°46′36″N 63°56′41″W / 10.77667°N 63.94472°W
科切島（西班牙語：Isla de Coche）是委內瑞拉的島嶼，位於加勒比海，屬於背风安的列斯群島的一部分，長11公里、寬6公里，面積61平方公里，最高點海拔高度60米，主要經濟活動有旅遊業。